# Jorge Fons
Pour les articles homonymes, voir Fons et Perez.
Jorge Fons Pérez est un réalisateur mexicain né le 23 avril 1939 à Tuxpan (Veracruz) et mort le 22 septembre 2022.

## Biographie
Jorge Fons appartient à la première génération de réalisateur de l'UNAM. Son court métrage, Caridad (1973), est considéré comme l'un des meilleurs films du cinéma mexicain[pourquoi ?]. De toute sa filmographie, les films les plus importants sont Rojo amanecer (1989) et El callejón de los milagros (1995) basé au roman homonyme de Naguib Mahfouz de 1947  (Passage des Miracles)  (زقق المدق), qui rompt avec la traditionnelle linéarité narrative des films.

## Filmographie
- 1970 : El quelite
- 1972 : Tú, yo, nosotros
- 1973 : Jory
- 1973 : Los cachorros
- 1974 : La ETA
- 1974 : Escuela tecnologica agropecuária
- 1974 : Fe, esperanza y caridad
- 1974 : Cinco mil dolares de recompensa
- 1976 : Los albañiles
- 1978 : El hombre mono
- 1979 : Así es Vietnam
- 1983 : El Qué sabe, sabe (série télévisée)
- 1986 : Diego Rivera; vida y obra
- 1988 : Templo mayor
- 1988 : La Casa al final de la calle (série télévisée)
- 1989 : Rojo amanecer
- 1990 : Yo compro esa mujer (série télévisée)
- 1995 : El callejón de los milagros
- 1996 : El vuelo del águila (série télévisée)
- 1996 : Si Dios me quita la vida (série télévisée)
- 2003 : La cumbre
- 2004 : Gitanas (série télévisée)